# Vrchlice-Talsperre
Die Vrchlice-Talsperre (Vodní nádrž Vrchlice) ist die einzige Talsperre in Tschechien, die eine Bogenstaumauer aus Beton als Absperrbauwerk hat.
Sie liegt bei Malešov im Okres Kutná Hora in Zentralböhmen etwa 60 km südöstlich von Prag. Dort staut sie den Fluss Vrchlice. Die Staumauer befindet sich nördlich von Malešov am Fuße des Písečný vrch. 

## Geschichte
Die Talsperre wurde zwischen 1966 und 1971 errichtet. Durch den Stau wurde das zu Vidice gehörige Dorf Stará Lhota und mehrere Mühlen überflutet.